# David Gruber
David Gruber (* 22. října 1955, Ostrava) je český autor, podnikatel a propagátor technik duševní práce.

## Život
Po střední škole nastoupil na Vysokou školu báňskou Ostrava, obor systémové inženýrství. Asi v polovině Gruberových studií byl jeho obor zařazen pod nově vzniklou Ekonomickou fakultu VŠB, na níž Gruber také v roce 1979 promoval diplomovou prací psychologického zaměření – o systému v oblasti lidských potřeb.
Později se účastnil postgraduálního studia pedagogiky a psychologie na Filozofické fakultě Univerzity Palackého Olomouc, kde absolvoval závěrečnou státní zkoušku v září 1984. Studium ukončil závěrečnou vědeckou prací „Technika duševní práce jako složka dovednosti samostatně studovat“. V této práci splnil všechny požadavky na vznik nové odborné disciplíny - definoval její předmět, metodiku, položky, klasifikační systém a způsob začleňování položek do něj.[zdroj?]

## Dílo
David Gruber vytvořil námět, scénář a moderoval v Československu tři televizní vzdělávací seriály – o rychločtení (1986), o time managementu a využití osobních počítačů (1987), o práci s informacemi pro děti (1988). Jeho časopisecké seriály o technikách duševní práce se objevovaly např. v Mladém světě, časopise Československá televize, Květech aj.) nebo v řadě slovenských novin a časopisů. Od 1. září 1986 pracoval jako lektor, konzultant a kouč na volné noze. Od roku 1990 dosud pracuje již na živnostenský list převážně samostatně, ale též pro domácí i zahraniční školicí firmy, a publikuje. Pořádá kurzy rychločtení, racionálního čtení, koncentrace, paměti a tvořivosti, veškerých relevantních manažerských měkkých dovedností, efektivního rychlostudia cizích jazyků a dalších dovedností. V roce 2011 sestavil scénář desetidílného televizního seriálu „Kurz rychlého čtení“, v němž vystupoval spolu s moderátorkou Evou Jurinovou v TV Metropol. David Gruber publikoval celkem přes 50 klasických papírových knih; dohromady s publikovanými e-knihami a audioknihami pak přes 100 samostatných publikací.

## Publikační činnost
- Systémový přístup ke komplexu sociálních potřeb člověka. VŠB Ostrava 1979.
- Teorie racionálního čtení. DT ČSVTS Ostrava 1984. 1. vyd. 1988, celkem dvě vydání.
- Time management a autodynamický plánovací systém. (Manuál pro time managery Grada, modelová řada 1994.) Grada Praha 1993.
- Řečnické triky aneb Nenechte se ukecat. Repronis Ostrava 1998. Celkem čtyři vydání, mnoho dotisků.
- Zlatá kniha komunikace. Repronis 2005, Gruber-TDP 2007 a 2009. ISBN 9788085624236
- Rychločtení – šetřme časem, 7. vydání, Management Press 2008. ISBN 9788072611843
- Jak se efektivně učit cizí jazyk, 7. vydání, Gruber-TDP 2009. ISBN 9788085624274
- Zlatá kniha komunikace, 7. vydání, Gruber-TDP 2017. ISBN 9788085624205
- Inteligentní čtení v internetovém věku, Kniha první: Teorie a základní testy racionálního čtení a vnímání, 8. vydání, Gruber-TDP 2017.
- Inteligentní čtení v internetovém věku, Kniha druhá: Cvičení 8. vydání, Gruber-TDP 2017.
- Inteligentní čtení v internetovém věku, Kniha třetí: Procvičovací a zdokonalovací testy, 8. vydání, Gruber-TDP 2017.
- Konec manipulace, 1. vydání, Gruber-TDP 2018.